# Erythrura regia
El diamante real o pinzón loro real (Erythrura regia) es una especie de ave paseriforme de la familia Estrildidae endémica de Vanuatu, en el océano Pacífico Sur. Es comúnmente encontrado en altitudes medias en las islas más grandes, como Espíritu Santo, por encima de 300 m. Pero también puede encontrarse en los fructíferos higueros en las pequeñas islas a nivel del mar al borde del bosque en Emae y Tongoa. Generalmente esta especie puede encontrarse en solitario, en parejas o en grupos pequeños que se alimentan de higos en la cubierta forestal.

## Identificación
El diamante real tiene aproximadamente 11 cm de longitud. Esta especie es un pinzón multicolor. Los machos de pinzón loro real tienen la cabeza y la cola de un color rojo brillante, pecho azul y dorso color turquesa verde, mientras que las hembras tienen tonos más verdes. Los machos juveniles tienen colores más apagados, especialmente en la cabeza que es de un azul poco intenso en lugar de roja. Esta especie una llamada aguda y un canto en forma de trino.

## Amenazas
Esta especie está amenazada por la explotación forestal comercial que lo ha separado de su hábitat natural. También hay informes en menor escala sobre el comercio de aves enjauladas de pinzón loro real. La UICN ha clasificado la especie como vulnerable.

## Medidas de conservación
Se ha sugerido implementar un programa de crianza en la cautividad en la reserva del lago Letas, Gaua. También se propuso investigar cualquier tipo de comercio de aves enjauladas, especialmente en Tongoa y Emae. Se sugirió reducir la tala comercial para conservar las reservas forestales y apoyar el hábitat natural de la reserva del lago Letas.